# 나카무라 겐타
나카무라 겐타(일본어: 中村 源太, 1995년 5월 14일~)는 일본의 남성 성우이다.